# Argyrodes bonadea
Argyrodes bonadea es una especie de arácnido del orden de la arañas (Araneae) y de la familia Theridiidae.